# Cântec
Un cântec este o compoziție muzicală relativ scurtă. Multe cântece conțin părți vocale (de voce umană) de obicei cu cuvinte (versuri), dar și silabe nesemnificative sau onomatopee, acompaniate de instrumente muzicale. 
De obicei un cântec este interpretat de un solist, dar pot fi și mai multe voci (duet, terțet) sau chiar un cor (lucrările care conțin corul sunt denumite cânturi).
Versurile cântecelor sunt, de obicei, de natură poetică și ritmică, dar ele pot avea și un caracter religios, sau pot fi scrise în proză.